# Jorge Vásquez (labdarúgó)
Jorge Alfredo Vásquez (1945. április 23. – ) salvadori válogatott labdarúgó.

## Pályafutása

### Klubcsapatban
Pályafutása során számos salvadori csapatban megfordult, de a leghosszabb időt az Universidad de El Salvador csapatában töltötte.

### A válogatottban
1967 és 1972 között szerepelt a salvadori válogatottban. Részt vett az 1968. évi nyári olimpiai játékokon és az 1970-es világbajnokságon, ahol mindhárom csoportmérkőzésen pályára lépett.